# Лассанис, Георгиос
Георгиос Лассанис (греч. Γεώργιος Λασσάνης; 1793, Козани, Османская империя, — 1870, Афины, Греция) — деятель греческой революционной организации «Филики Этерия», греческий генерал и министр, а также писатель, драматург и поэт.

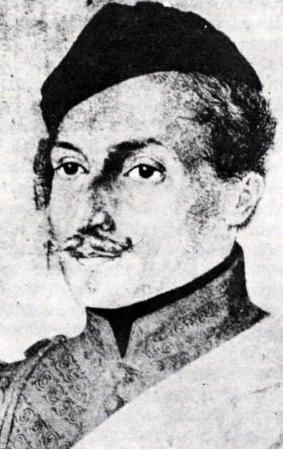
Георгиос Лассанис

## Биография

### Ранние годы
Родился в семье видного торговца. Остался сиротой в малом возрасте после смерти отца, возвращавшегося домой из торговой поездки в Вену. Начальное образование получил в Козани. В возрасте 20 лет иммигрировал в Будапешт, где работал некоторое время в компании своего земляка Такиадзиса.
В 1813 году уехал в Лейпциг, где поступил в университет на факультет философии. По окончании учёбы уехал в Россию. В Москве был посвящён в тайное греческое революционное общество «Филики Этерия». В 1818 году обосновался в Одессе, где преподавал в торговом училище греческой общины города.

### Театр
Театр был одной из сторон революционной подготовки этеристов. В 1819 году, в Одессе, была поставлена пьеса Лассаниса «Эллада и чужестранец», в которой Лассанис выступал также и как актёр. На премьере присутствовал градоначальник Александр Ланжерон, который поздравил Лассаниса как драматурга и актёра. Пьеса вызвала энтузиазм, отмеченный венским греческим журналом «Учёный Гермес».
В том же году в Одессе была поставлена трагедия Лассаниса «Армодий и Аристогитон».

### Греческая революция
После того как Александр Ипсиланти возглавил «Этерию» и приступил к подготовке восстания, Лассанис, в 1820 году оставил преподавание и Одессу и последовал за ним. Лассанис принял участие в совещании 5-7 октября 1820 года в Измаиле и 16 февраля 1821 года в кишинёвском доме сестры Ипсиланти, где было принято окончательное решение о начале восстания.
Лассанис был среди дюжины этеристов, перешедших Прут 21 февраля 1821 года вместе с Ипсиланти, провозгласившим начало революции.
Приказом от 25 февраля Ипсиланти назначил Лассаниса своим адъютантом.
Лассанис принял участие в сражении при Драгашани, где погиб цвет греческого студенчества России, Австрии и Валахии. После поражения Лассанис был отправлен в Ротен Турм, Трансильвания, где получил от австрийцев разрешение на транзит через их территорию для Ипсиланти и сопровождающих его 7 революционеров.
Вместо обещанного транзита, Ипсиланти и его сопровождение провели 2 года в застенках замка Паланок в Мукачево, а в 1823 году были переведены в крепость Терезин в Богемии.
Проведя 7 лет в австрийских застенках, этеристы были выпущены на свободу 22 ноября 1827 года, после вмешательства нового российского императора Николая I.
Александр Ипсиланти был уже при смерти и умер 19/31 января 1828 года, в Вене, на руках своей возлюбленной, княжны Констанции Разумовской, и Лассаниса. Перед смертью Ипсиланти Лассанис зачитал ему из газеты «Австрийский наблюдатель» сообщение о том, что Иоанн Каподистрия уже на Мальте, направляясь в Грецию. В ответ Ипсиланти успел выговорить: «Слава Богу».
После смерти Ипсиланти Лассанис через Францию, добрался в сражающуюся Грецию, где принял участие в последних боях Освободительной войны в средней Греции под командованием Дмитрия Ипсиланти.
В мае 1829 года он был командиром гарнизона в городе Фивы.
«Александр Ипсиланти начал Освободительную войну эллинов. Его брат завершил войну победным сражением при Петре. И у того и у другого, при этом, адъютантом был учитель, театральный писатель и революционер Лассанис».

### Последующие годы
В воссозданном греческом государстве Лассанис был назначен генеральным инспектором армии восточной Средней Греции. В 1837 году, в первом правительстве короля Оттона, Лассанис был назначен министром финансов.
Писательские труды Лассаниса включают в себя школьные учебники, театральные труды, стихи и исторические тексты, политические трактаты и переводы. Лассанис умер в Афинах, в 77-летнем возрасте в 1870 году.

## Память
- В городе Козани сохраняется его отцовский дом. Дом охарактеризован как исторический памятник и носит имя Георгия Лассаниса. 11 октября 2008 года (в 96-ю годовщину освобождения города от турок), здесь разместился муниципальный архив карт.
- Праздничные музыкальные, театральные и спортивные мероприятия муниципалитета, проводящиеся в конце лета, в его честь носят название «Лассаниа».
- Дом в Афинах, где Лассанис провёл последние годы своей жизни, также охарактеризован как исторический памятник и носит его имя. С 1991 года в доме располагается музей греческих народных музыкальных инструментов[12].
- Баскетбольный клуб города Козани носит имя «Лассанис».